# هاروهیسا هاسگاوا
هاروهیسا هاسگاوا (به انگلیسی: Haruhisa Hasegawa) بازیکن فوتبال اهل ژاپن و عضو تیم ملی فوتبال ژاپن است که در تاریخ ۱۹ نوامبر ۱۹۷۸ میلادی اولین بازی ملی‌اش را انجام داد. او در ۱۵ بازی ملی حضور داشت و آخرین بازی ملی خود را در تاریخ ۸ مارس ۱۹۸۱ میلادی انجام داد. هاروهیسا هاسگاوا در بازی‌های ملی‌اش
۴ گل به ثمر رساند.